# 후쿠시마 신타
후쿠시마 신타(일본어: 福島 新太, 1989년 1월 28일 ~ )는 일본의 전 축구 선수이다.

## 구단 경력
과거 나고야 그램퍼스, 도쿠시마 보르티스에서 활동하였다.